# Charles-Émile de Brandebourg
Charles Émile de Brandebourg (16 février 1655, Berlin – 7 décembre 1674, Strasbourg) est un prince allemand, héritier présomptif de l'Électorat de Brandebourg.

## Biographie
Il est le second fils de Frédéric-Guillaume Ier de Brandebourg, et son premier fils à survivre à la petite enfance — son frère aîné Guillaume-Henri est mort à moins de deux ans, en 1649. Né alors que son père a 35 ans et après six ans d'échec de grossesse de sa mère, Louise-Henriette d'Orange, il est très attendu. Il ressemble à son père et est élevé pour être comme lui vif d'esprit, colérique et toujours en faveur de la guerre et de la chasse — le moyen le plus efficace de le soumettre a toujours été pour son tuteur de lui prendre son épée pour quelques jours.
En 1670, il est fait colonel du régiment de Radziwiłł zu Fuß et quatre ans plus tard, lui et son père prennent la tête des forces du Brandebourg pour mener une incursion en Alsace au cours de la guerre de Hollande. La campagne devient bientôt une suite incessante de manœuvres, le commandant des troupes impériales, Bournonville, se refusant à livrer bataille. L’arrivée de l’automne, froid et humide, multiplie les malades dans l'armée de Brandebourg. Charles tombe malade vers la fin de novembre 1674 et au début de décembre, il est envoyé à Strasbourg pour recouvrer la santé ; mais après sept jours de fièvre, il meurt de dysenterie.